# Ryō Shinzato
Ryō Shinzato (新里 亮?, Shinzato Ryō; Prefettura di Aichi, 2 luglio 1990) è un calciatore giapponese, difensore del Chiangmai Utd.

## Carriera
Prodotto dell'Università Chukyo, debutta con i professionisti nel 2013 presso il Mito HollyHock, squadra della J2 League.
Dopo tre stagioni, nel corso delle quali raccoglie 65 presenze e 2 reti in campionato, è acquistato dal Ventforet Kofu, con cui compie il suo debutto in J1 League. Agli inizi del 2018 passa al Júbilo Iwata.